# ヨーロッパのチャイナタウン
この記事はヨーロッパのチャイナタウン（Chinatowns in Europe）についての記事である。複数の都市型中華街が、イギリスのロンドン（Chinatown, London参照）、フランスのパリ（2つの中華街が有名。ベトナムから避難した中国人はパリの13区に集まり、他はパリ北東部のベルヴィル地区（Belleville参照）に定住した）などの主要なヨーロッパの首都に存在している。2002年から2003年にかけて、ドイツのベルリンにも中華街が誕生したと考えられている。

## 植民政策とヨーロッパの中華街
欧州列強が19世紀に清国に進出したことによって海上交通が活発となり人や物の移動が増加した。これは古代の陸上交通（シルクロード）とは比較にならない程の規模であった。広東省、福建省出身の華僑は茶葉や綿花を高額で販売できる欧州に拠点を開設するようになった。
第一次世界大戦中及び戦後の人手不足の時代に華人大量移民の第一波が始まった。その後、第二次世界大戦後の植民地独立時期に第二波の移住が始まった。ベトナム戦争後発生したインドシナ難民は大部分が統一ベトナムに迫害された華人からなる。華人の欧州移住の第三波は1978年に始まった中華人民共和国の改革開放により、1980年代以降合法、非合法を含めて多数の華人の移住であり、現在も続いている。この時期には欧州留学後、帰国せずに欧州に留まった者も多い。

## 中華街のある都市

### イギリス
主要記事：Chinatown, London 及び Chinatown, Birmingham

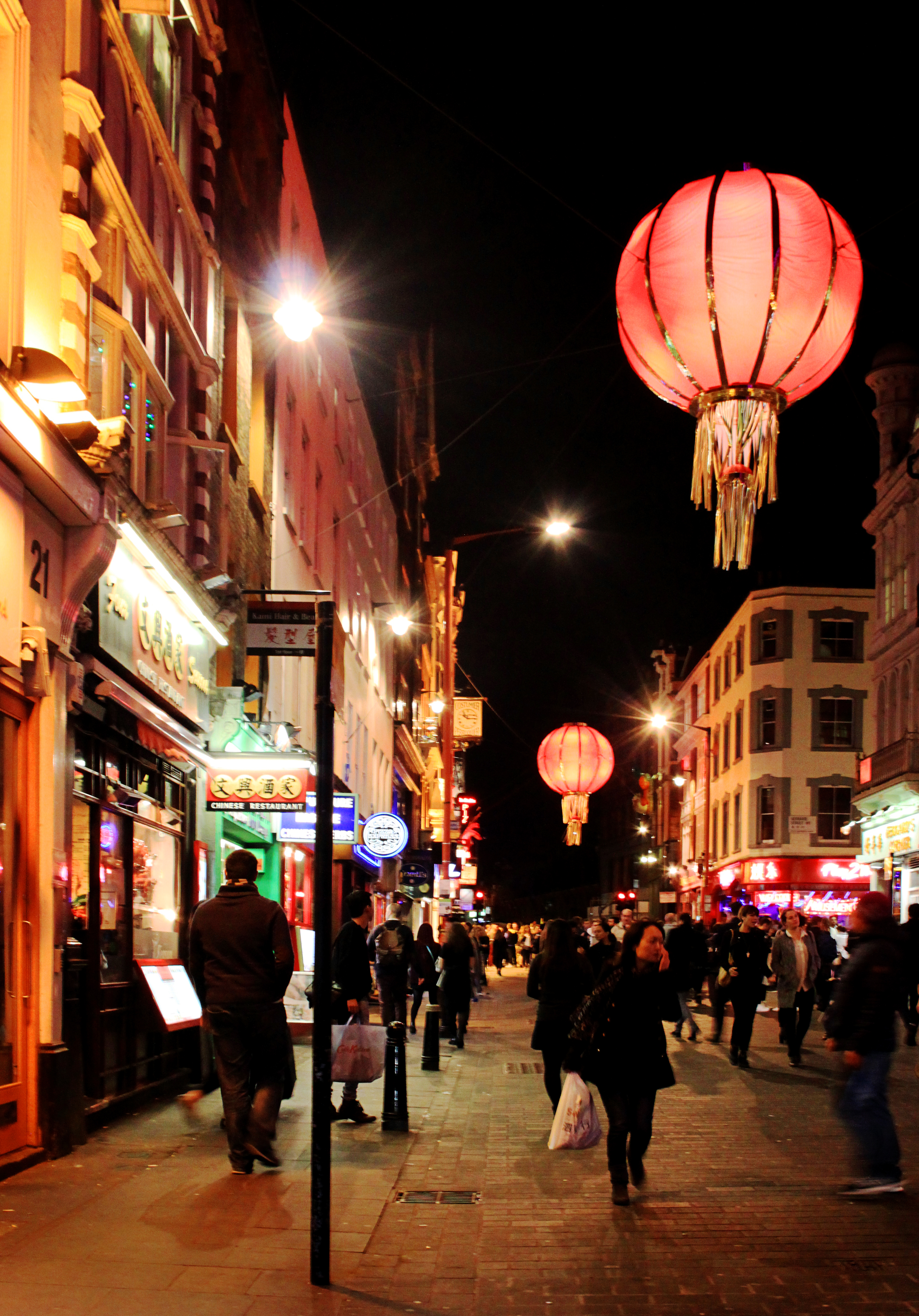
ロンドン、ソーホーの中華街

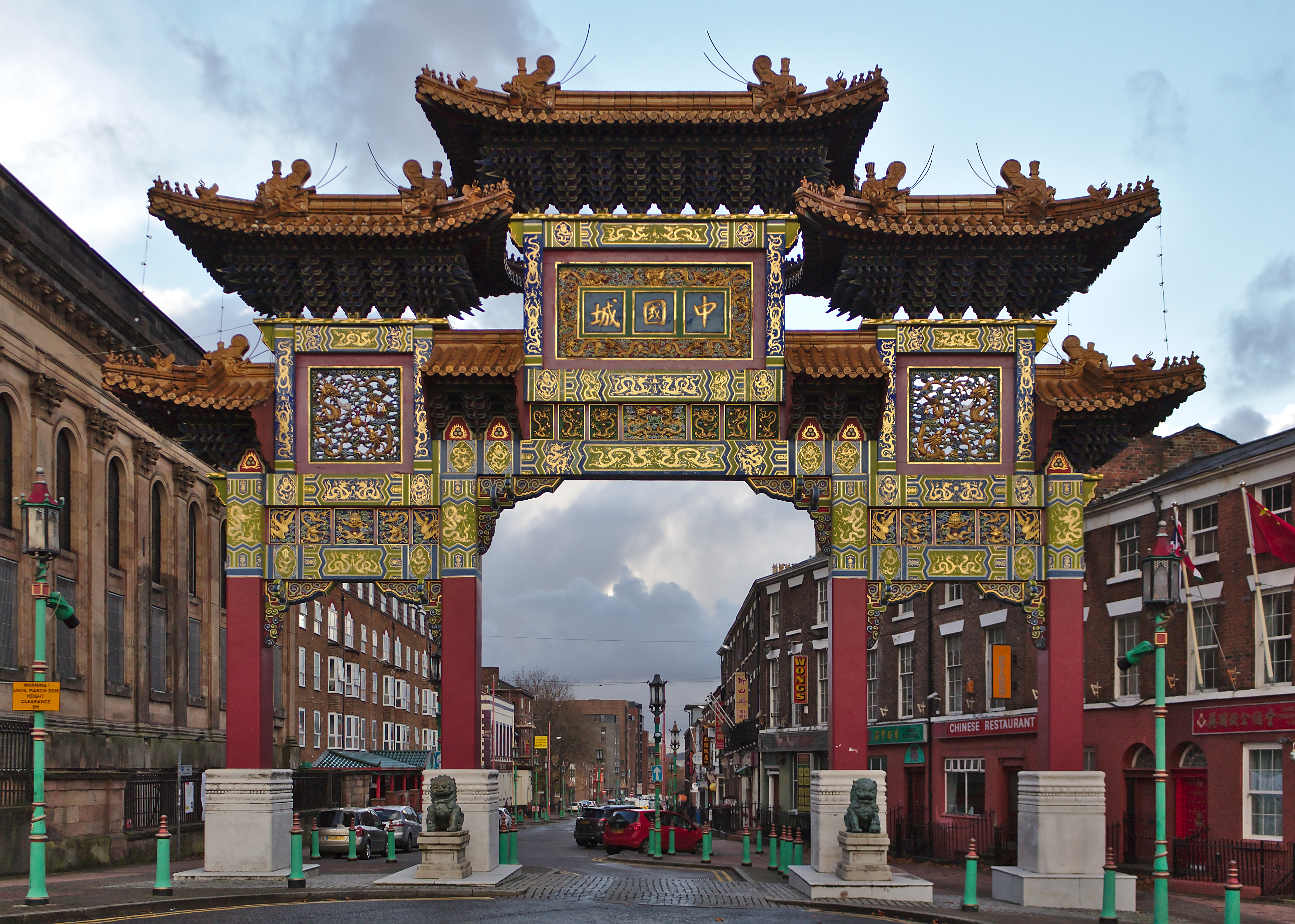
リヴァプール中華街の門

イギリスには各地の中華街が存在し、その数は欧州最多である。イギリスの華人は香港経由で流入したものが多い。特に1997年の香港返還が決まると、大量の広東系華人が流入した。香港人は主にカナダに移住したが、香港で公務員を勤めた者はイギリス国籍を与えられたので、そういった人たちを中心にイギリスへ向かう流れもあったのである。華人人口は43万人以上と言われ、総人口に占める割合は欧州でも最大規模にのぼる。
ロンドン、バーミンガム、リヴァプール、マンチェスター、グラスゴー、ニューカッスル・アポン・タインなどにチャイナタウンが形成されている。
ロンドン
元々中華街があったロンドン東部ライムハウスの中華街は第2次世界大戦時ドイツの空襲（the Blitz）を受け破壊された。ライムハウスの中国移民、イギリス生まれの中国人はソーホーに移った。ソーホーの中華街は1950年代から形成され、大規模な商業地に発展した。パリ13区の中華街よりも大きくヨーロッパ最大規模である。新中華門を含め、5000万ポンドで再開発が予定されている。
ロンドンにはソーホー以外にも小規模なチャイナタウンがあり、ロンドン南部のクロイドン地区を始め、ロンドン郊外の各地に中国人コミュニティーはある。
リヴァプール
1834年、清国とリヴァプールを結ぶ航路が開設され、中国人船員の中には定住する者が現れた。1860年代には港の隣接地に中国人居住地が形成され始めた。これがヨーロッパで最初の中華街と言われている。入り口の門は中国以外で最大である。近年、再開発が行われた。
マンチェスター
マンチェスターの華人人口は1万人を超す。フォルカー通りにあり、ロンドン、ソーホーの中華街と比肩するイギリス最大規模の中華街である。多くがイギリス統治時の香港人で、グレート・マンチェスター地区に在住。近年香港からの移民数は安定し、代わって中国本土からの移民数が増加中。
ニューカッスル
再開発が行われ、16万ポンドの門が中国本土のエンジニアにより建てられた。市内の華人は3000人以上。
グラスゴー
スコットランド最大の中華街がある。
ベルファスト
北アイルランドのベルファストは大きな中国人移民人口を有している。Donegall Pass 及び Dublin Road で多くの中国製食品雑貨が買える。

### アイルランド
ダブリンでは毎年旧正月（Chinese new Year）を祝う Chinatown Festival が催されている。

### ベルギー王国
ベルギーで正式に中華街と認定されているのは港町アントウェルペン（アントワープ）の中華街だけである。アントウェルペン中央駅の正面という超一等地に立地しており、市内の観光名所の一つとなっている。

### ドイツ連邦共和国
ドイツは第一次世界大戦まで中国の青島に植民地をもっていたが、第二次世界大戦以前にドイツに存在したチャイナタウンはナチス政権下でゲシュタポに迫害され、在独華人の多くはこの時ドイツを離れた。しかし、近年再び華人のドイツへの流入が始まり、2002年以降、ベルリンにチャイナタウンが出現した。ドイツでは英語の「Chinatown」 が使われている。

### フランス共和国
フランスには約80万人の中国系住民が住むと推定する説もある。ヨーロッパ最大の華人在住国である。華人のフランスへの移民の歴史は第一次世界大戦による人手不足でベトナムと中国から約10万の出稼ぎ移民を呼んだことに始まる。当時は広東省潮州からの移民が中心で、リヨン駅周辺に最初の中華街が形成された。1970年代にはフランスの旧植民地であるインドシナから難民としてインドシナ在住華人が大量にフランスに逃れた。主として統一ベトナムの民族主義的政策により迫害を受け、ボートピープルとして脱出した人たちである。さらに中華人民共和国の改革開放政策によって浙江省の温州などからフランスへ移住する者が多く、その後は不況に陥った東北地方（旧満州）からも不法滞在を含む移民が増加した。
パリ13区のチャイナタウンはフランスだけでなく、欧州最大の中華街である。この地区には華人以外にベトナム人やラオス人も含まれる。アジア製品を販売する華人資本のスーパーマーケットや中国仏教寺院がいくつかあり、春節には獅子舞などの大パレードが通りを行進する。パリにはこのほか、19区のベルビル通りと18区のトルシー通りにも比較的大きなチャイナタウンが存在し、大部分がインドシナ出身華人である。
リヨン7区のコンドルセ付近にも2ブロック程度のチャイナタウンがあり、このほか、フランスの主要都市には大なり小なり華人が存在する。フランスは500万人に上るイスラム系住民に神経を尖らせているので、華人はそれほど注目されていない。

### イタリア共和国
アジアに植民地を持たなかったイタリアには第二次世界大戦以前は華人がほとんどいなかったが、1980年代以降、中国の改革開放によって急速に華人人口が増加し、現在は10万人以上に達する。ローマやミラノにチャイナタウンが形成されている。
イタリア第2の（中国本土からの中国人による）チャイナタウンはトスカーナ州プラートにあり、多くの第1世代移民は服飾産業に携わっている。
イタリア語で quartiere cinese だが Chinatownも使用される。

### オランダ王国
東インド諸島に大植民地を有したオランダにはインドネシア在住華人が多く、アムステルダムの有名なデ・ヴァーレン紅灯区やロッテルダム、ハーグにチャイナタウンが形成されている。最近は中国本土からの移民も増え、各地で中華料理店を開いている。オランダに留学してオランダ国籍を取得し、再び中国に戻り、北朝鮮の新義州特別行政区長官に任命された実業家楊斌がオランダ華人として有名である。

### ポルトガル共和国
- リスボン
- ポルト・アルト

多くの中国移民は1999年にポルトガル領マカオが中国に返還される時に来た。それ以外では、カンボジア、ラオス、ヴェトナム。ブラジルの中国人も多く移民してきた。多くが北京語、広東語、ポルトガル語を話すうえ、広東語・ポルトガル語クレオール、Macanese language|Macanese (Patuá)を話す。
北部の都市ポルトの Vila do Conde にあるチャイナタウンは急速に成長している。

### ロシア連邦
参照：Chinatowns in Asia#Russia
サンクトペテルブルクのチャイナタウンは2010年までに中国人出資による開発が2 km² 以上に渡って行われる。計画にはレストラン、市場、佛教寺院、居住区などを含む。
モスクワの中国人数は少ない。

### セルビア共和国
最大の中華街はベオグラードの新しい地区にある。Novi Pazar を含むセルビア各地に中国系商店はあり、安価である。セルビアでは中華街は特に名は無く、中国人を指す"kinezi" が使われる。

### スペイン
フランス、ドイツ、イギリスなどより中国移民数は少なく（約10万人）、中国、香港、マカオ、日本、韓国、ヴェトナム、インドネシア、フィリピン、キューバ、プエルトリコなどの移民がいる。
- マドリードの Lavapiés地区、他民族移民、ボヘミアンとともに形成される。
- バルセロナの中華街（アジア移民：多くの日本人、韓国人、ヴェトナム人、タイ人を含む）、1920年代以来 "Barrio Chino ( Chinese district ) " と呼ばれる。"スパニッシュ・ミラクル（1959年 - 1973年の経済成長）" 後、中国移民は増え Barrio Chino に住んだ。1992年バルセロナオリンピック時などの再開発などを伴い、今では "El Rival" という呼称が好まれる。